# Henri Fresneau
Henri Fresneau (fl. 1538–1554) est un compositeur français de la Renaissance.

## Biographie
Les compositions qui nous sont parvenues portent à penser qu'il a été actif à Lyon entre 1538 et 1554. Son œuvre comporte les motets Miser ubi parebo, publiés dans le recueil Motetti del Fiore de Jacques Moderne, ce qui reflète la notoriété qu'il eut alors, et 24 ou 25 chants à quatre voix, publiées pour la plupart dans les recueils Le Paragon des chansons et Le Difficile des chansons du même éditeur. Les plus fameuses sont Trac c’est le beau-père, Œil importun et Peine et travail.
Le troisième cahier du Paragon comporte la célèbre Fricassée, authentique pot-pourri d’une centaine d’incipits et thèmes entremêlés, qui en font l'une des sources les plus précieuses pour la connaissance de la musique populaire du XVIe siècle en France.
Les compositions de Fresneau se distinguent de la chanson parisienne de l'époque : il a recours à un contrepoint plus savant que celui de ses contemporains, qui amplifie les lignes mélodiques et se fait l’écho de la poésie des paroles ; il n'utilisa toutefois jamais la technique d’imitation propre à l’École franco-flamande.